# Philippe Muray
Pour les articles homonymes, voir Muray.
Philippe Muray, né le 10 juin 1945 à Angers et mort le 2 mars 2006 à Villejuif, est un romancier et essayiste français.
Il est connu pour ses romans Postérité et On ferme, ainsi que pour son recueil de nouvelles Roues Carrées. Ses écrits l'ont amené à théoriser l' « hyper-festivisation » du monde, signe à ses yeux de ce que l'Occident et le reste du monde sont sortis de l'Histoire pour entrer dans l'ère de la Post-Histoire. Selon Muray, l'ensemble de ses travaux, allant de l'écriture de ses romans jusqu'à l'écriture de ses essais ont été l'occasion de formaliser et d'analyser les principes de ce nouveau monde comme le faisaient d'autres romanciers avant lui.
Philippe Muray est aussi connu pour les nombreux calembours et néologismes qu'il a introduits par son style particulièrement caustique, parmi lesquels Homo festivus (l'« homme festif », l'individu occidental sorti de l'Histoire), l’« envie du pénal » (d'après l’« envie du pénis » de Freud, Muray y désigne la jouissance perverse que prend Homo festivus à réprimander ou demander la punition de ses semblables sous des prétextes moraux à la mode tels que l'antiracisme, la lutte contre l'homophobie ou l'anti-sexisme) ou encore les « mutins de Panurge » (paraphrase de Rabelais par laquelle Muray désigne les artistes ou autres se proclamant « subversifs » et « dérangeants » mais épousant en réalité toutes les valeurs de leur époque).

## Biographie

### Enfance et formation
De son vivant, Philippe Muray n’a révélé que très peu de choses de lui-même. Il a écrit en janvier 1995 une notice autobiographique parue dans le cinquième tome de son journal intime :

« Philippe Muray (de son vrai nom Philippe Muray). Né le 10 juin 1945 à Angers. Fils unique de Denise (née Frilley) et Jean Muray. Enfance et adolescence à Domont, région parisienne, à une époque où la banlieue ne l’avait pas encore totalement envahie. Études de Lettres dont il ne s’est pas préoccupé de tirer une profession. Bouleversé vers dix-sept ans par Bloy, vers dix-huit par Proust et à vingt par Céline. Découvre tardivement (entre vingt-cinq et vingt-sept ans) la littérature « vivante » de l’époque (Tel Quel). Rencontre Sollers à vingt-huit ans. Publie à trente, dans la collection de celui-ci, Céline, écrit d’octobre à février 1980 et qu’il considère comme son premier livre. Veut oublier les précédents (trois romans, un essai, une pièce de théâtre). Marié en décembre 1969 avec Christine Cahen, danseuse, qu’il quitte en 1975 après la seconde tentative de celle-ci d’avoir un enfant de lui contre son avis formellement, clairement et même fanatiquement énoncé. Considère depuis toujours son refus de la procréation comme un principe déontologique sur lequel il n’y a pas à revenir. Gagne sa vie comme nègre, d’abord dans des journaux (rewriter), puis comme auteur occulte d’une série érotico-policière. N’a connu qu’un seul grand amour dans sa vie, pour Anne Sefrioui dont il a été l’amant en 1976 et avec laquelle il vit depuis cette date . »

Son père Jean Muray était écrivain et traducteur d'auteurs anglo-saxons — dont Jack London, Herman Melville, Rudyard Kipling, Swift, Lewis Carroll, Barbara Cartland, etc. — sa mère était lectrice passionnée, et Philippe Muray indique qu’ils ont joué un rôle important dans son éducation littéraire et son goût pour la lecture,.

Il reçoit une éducation catholique à laquelle il est resté attaché même s'il s'est toujours défini comme « incroyant », et fait des études supérieures de lettres à l'université de Paris. En 2001, il évoque ainsi ses années d'étudiant sur le plan politique et idéologique : 

« J'ai été plus ou moins “gauchiste” […] pendant cinq ou six ans. Je me suis surtout senti attiré par la théorie althussérienne. C'était une belle construction. […] Tout cela s'est complètement terminé bien avant la fin des années soixante-dix parce que pour s'intéresser à des constructions idéologiques pareilles, il faut évidemment qu'elles aient un rapport avec le réel. »

Muray souligne tout au long de ses romans l'hésitation qu'il avait, jeune homme, entre peindre et devenir romancier. Il devient romancier à l'âge de 22 ans, avec la publication de son premier roman plus tard rayé de sa bibliographie : Une arrière-saison.

### Premières publications
Il gagne d'abord sa vie en travaillant comme pigiste pour le magazine Détective ; il collabore ensuite, sous le pseudonyme (collectif) de Michel Brice, à la série Brigade Mondaine publiée sous la direction de Gérard de Villiers, il en écrit plus de soixante-dix tomes entre la fin des années 1970 et celles des années 1990. Son journal montre le dégoût que lui inspirait cette activité, et le sentiment d’humiliation qu’il en retirait.
Dans les années 1970, il côtoie les membres de la revue Tel Quel. Il publie en 1973 un roman (Chant pluriel) et une pièce de théâtre (Au cœur des hachloums), tous deux chez Gallimard. Il noue des relations avec Denis Roche, l'éditeur, dans sa collection « Fiction & Cie », de Jubila en 1976. Il rencontre aussi Jacques Henric et Catherine Millet qui publieront nombre de ses articles dans la revue Art Press, jusqu'à 1997, date de leur brouille. En 1978, il commence la rédaction de son journal intime, publié de manière posthume de 2015 à 2024. Il est alors en train d’achever la rédaction de L'Opium des Lettres, publié en 1979 dans la collection « TXT » dirigée par Christian Prigent, après avoir publié un article dans la revue du même nom.

### Les années 1980
En 1981, il publie un essai sur Louis-Ferdinand Céline, dans la collection « Tel Quel » dirigée par Philippe Sollers. C'est son premier livre à connaître un certain succès éditorial. Muray le considère lui-même comme le premier texte où son écriture est arrivée à maturité.
Dans cet essai, il formule l'hypothèse d'une continuité entre l'auteur du Voyage au bout de la nuit et le pamphlétaire antisémite de Bagatelles pour un massacre et ce, notamment, au niveau de la langue utilisée. C'est dans ce livre que Muray souligne la continuité entre la dimension progressiste de l'écriture et la pensée de Céline et l'antisémitisme de ce dernier. Pour la première fois dans son œuvre, Muray attaque la positivité comme force destructrice.
Le concept-clé de l'essai est celui de « vouloir-guérir ». Muray avance que Céline partage avec les progressistes un désir obsessionnel d'effacer le mal, assimilé à la figure du juif. Muray montre, que chez Céline, les références sont nombreuses à des utopies et concepts progressistes vantant l'harmonie sociale.
De 1978 à 1982, il travaille à l'écriture d'un roman, d'abord nommé Divin trop divin puis Le Genre Humain. Il abandonne ce projet et en détruit les manuscrits tandis qu'il poursuit l'écriture de son essai Le XIXe siècle à travers les âges. Pendant cette période, Phillippe muray rencontra également René Girard et résumera une partie de ses échanges avec lui dans son journal intime.
En 1983, Muray enseigne pendant trois mois la littérature française à l'université Stanford, en Californie. C'est là que lui vient l'idée de L'Empire du Bien et qu'il rassemble la matière du XIXe siècle à travers les âges, publié en 1984 par Philippe Sollers, devenu éditeur chez Denoël. C'est dans cette vaste fresque qu'est Le XIXe siècle à travers les âges que Philippe Muray propose que la notion de modernité commence avec une nouvelle conception de la mort et de l'au-delà en Occident. Cette nouvelle conception aurait été provoquée notamment par la disparition progressive du contact avec les morts en Occident, lequel faisait partie intégrante de la vie sous l'ancien régime jusqu'au 6 avril 1786, jour où l'Église catholique « cède » à Paris devant l'hygiénisme grandissant en faisant déplacer les morts de la place Saint-Innocent aux catacombes. Pour Muray, la modernité se caractérise par un rapport particulier avec les corps et la mort, lequel rapport va s'exprimer par un rapport politique qu'il nommera hygiénisme mais aussi occulto-socialisme ou social-occultisme. Ce livre permet à Muray de souligner et d'étayer l'importance de l'occultisme dans la genèse de la pensée progressiste et de la pensée socialiste.
Estimant qu'être édité par Philippe Sollers lui fait courir le risque d'une inféodation, Philippe Muray signe, après la publication du XIXe siècle à travers les âges, un contrat avec Grasset, où son éditeur est Bernard-Henri Lévy. Il y publie deux livres. Le premier est un roman, Postérité, paru en 1988. Le livre est un échec qu'il impute à la maison d'édition. Après la publication de La Gloire de Rubens en 1991, il rompt son contrat avec Grasset. Il retrouve alors son ami Michel Desgranges qui lui propose de l'éditer aux Belles Lettres dont il a pris la direction.
En 1991, Muray publie L'Empire du Bien, livre qui va constituer un tournant dans la pensée de l'auteur. Muray y adopte en effet un style littéraire particulièrement caustique qui fera ensuite sa notoriété. Le livre suscite notamment l'admiration de Milan Kundera, avec qui Muray se lie d'amitié.

### La critique de «l'ère hyperfestive»
Il écrit ensuite de nombreuses chroniques, d'abord publiées dans des journaux ou revues (Revue des Deux Mondes, Art Press, L'Infini, L'Idiot international, Immédiatement, La Montagne, Marianne), puis reprises en volumes dans Après l'Histoire et Exorcismes spirituels. Dans ces chroniques, il ne cesse d'analyser l'évolution de la modernité de façon goguenarde. Muray déclare user des différents procédés du rire (l'ironie, la dérision, la moquerie, la caricature, l'outrance, la farce, etc.) « comme on se sert des couleurs sur une palette » afin de faire revenir au réel. Ce rire n'est cependant pas une futilité, il est appuyé sur une pensée et il appuie cette pensée : 

« Avant de rire, et peut-être de faire rire le lecteur, il me faut concevoir ce monde, et le voir, et l'entendre, tandis qu'il commet ses méfaits et ses crimes en parlant la langue festive, tout comme la Révolution française commettait les siens dans la langue de l'ancienne Rome impériale et dans les costumes ad hoc. C'est seulement à partir de cette considération globale que peut naître la démesure du rire, qui est aussi le plus exact compte rendu de ce qui se passe. Cette époque, pour employer un euphémisme, exagère. L'exagération comique me paraît la meilleure réponse que l'on puisse lui apporter. »

En 2002, dans son livre Le Rappel à l'ordre : Enquête sur les nouveaux réactionnaires, Daniel Lindenberg rapproche Philippe Muray de Michel Houellebecq et Maurice G. Dantec, qu’il range (avec d'autres personnalités) dans la catégorie des « nouveaux réactionnaires ». En réponse, Muray cosigne, avec entre autres Alain Finkielkraut, Marcel Gauchet, Pierre Manent et Pierre-André Taguieff, un Manifeste pour une pensée libre contre le livre de Lindenberg. Muray note également, dans une série d'entretiens coécrits avec Élisabeth Lévy intitulée Festivus festivus, le caractère comique de ce rapprochement de ces différents auteurs et penseurs par Daniel Lindenberg : les personnes citées sont issues de courants de pensées extrêmement divers, voire opposés.
Les trois derniers livres publiés de son vivant sont Chers djihadistes… (2002), Festivus festivus, un livre d'entretiens avec la journaliste Élisabeth Lévy (2005) et Moderne contre moderne (octobre 2005).

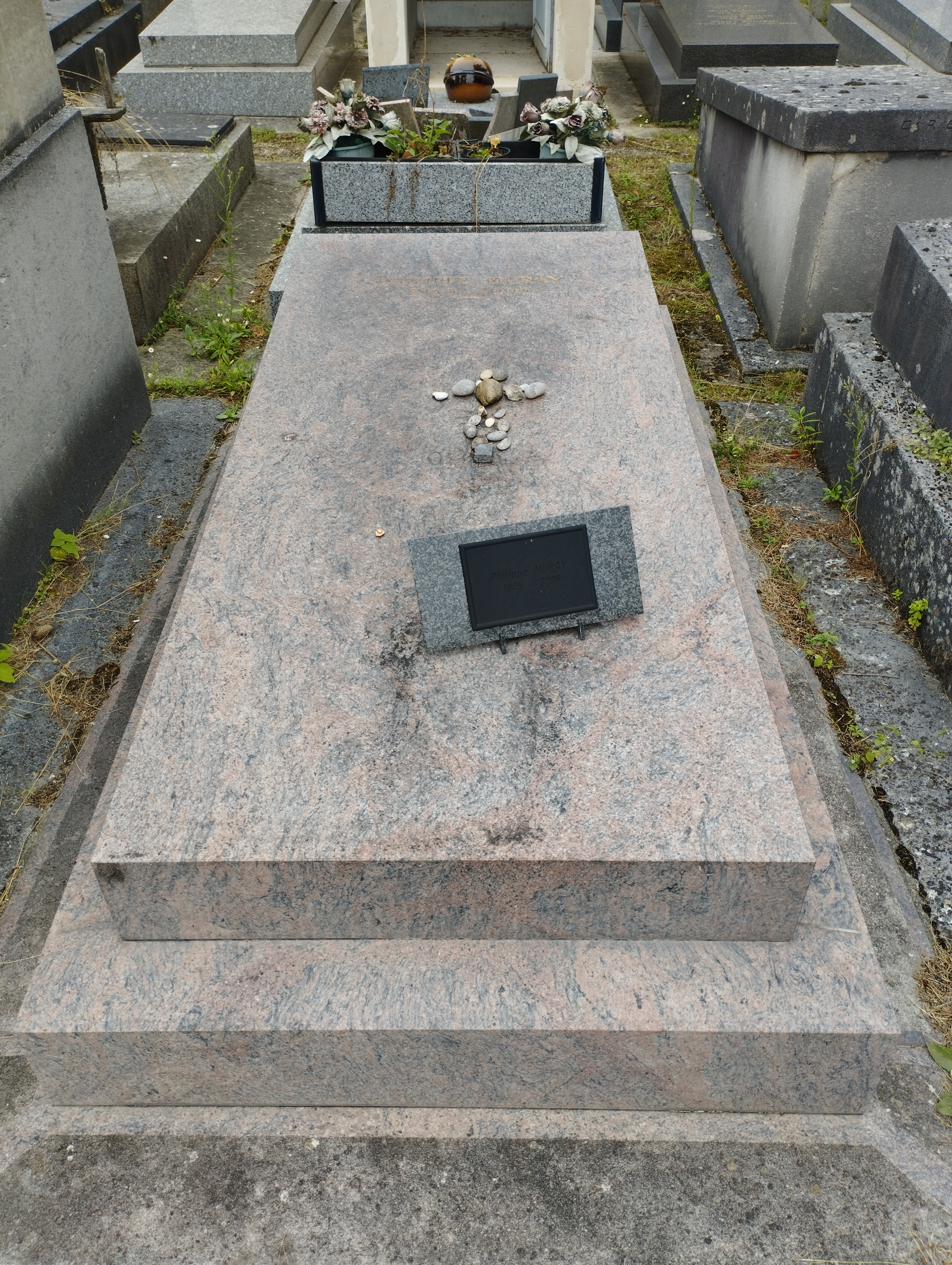
Tombe de Philippe Muray au cimetière du Montparnasse (division 10).

Dans Chers djihadistes…, Muray entreprend un « compendium » de son époque en notant le caractère sans précédent d'une tentative du monde moderne d'asservir l'Islam. L'auteur souligne que cette tentative « d'esclavagisme » — tel qu'il est décrit dans les derniers chapitres de Festivus festivus — est le signe d'une mutation anthropologique très profonde du monde contemporain. Les djihadistes, loin d'être seulement des opposants à la modernité, sont décrits comme étant eux aussi désireux d'accéder à un état de « mort historique », qui caractérise le monde moderne selon l'hypothèse post-historique de Muray.
Dans Festivus festivus, Muray essaie de davantage préciser la mutation qu'entreprend le monde moderne au moment de ses entretiens, mais aussi (ce qui n'est pas indiqué dans Chers djihadistes…) de « renouveler » en partie le caractère romanesque d'un dialogue entre deux personnes, à l'image du Neveu de Rameau de Diderot ou de la correspondance de Saint Augustin, auteurs qu'il mentionne dans ses Exorcismes spirituels. Muray fait aussi remarquer dans Festivus festivus que les médias n'ont pour but que de « parler d'eux-mêmes », ce qui explique, en partie, sa réticence à être interviewé.
Muray ne cesse de faire varier tout au long de sa vie son style selon les essais, romans, poèmes ou entretiens qu'il fait publier.
Il meurt le 2 mars 2006 d'un cancer du poumon à Villejuif et est inhumé le 8 mars au cimetière du Montparnasse (10e division).

### Vie privée
Philippe Muray était marié à Anne Sefrioui.

## Analyse de l'œuvre
(mars 2020).
- Si vous ne connaissez pas le sujet, laissez ce bandeau (vous pouvez alors contacter les auteurs).
- Si vous supprimez le contenu mis en cause (vous pouvez préalablement contacter les auteurs),

argumentez précisément cette suppression dans la page de discussion
(un manque de référence n'est pas un argument ; une recherche réelle de référence doit avoir été effectuée, être formellement documentée).
Auteur de plusieurs romans et critiques littéraires, Philippe Muray est un écrivain prolifique. Il est l'auteur de multiples romans tels que Chant pluriel (1973), Jubila (1976), Postérité (1988), On ferme (1997), ainsi que de près d'une centaine de romans policiers de commande (pour Gérard de Villiers) publiés dans la collection « Brigade mondaine » sous le pseudonyme collectif de Michel Brice, d'un essai sur Rubens (La Gloire de Rubens, Grasset, 1991) et d'un recueil de poèmes comiques (Minimum Respect, Les Belles Lettres, 2003). D'autre part, Muray n'a eu cesse durant sa vie d'écrivain de varier les genres littéraires : — celui de l'essai dans Exorcismes spirituels, la nouvelle dans Roues Carrés, la poésie dans Minimum respect, le journal intime dans Ultima Necat, la chanson dans son album Sans Moi avec Bertrand Louis et l'entretien journalistique dans Festivus festivus —, attestant ainsi d'un talent littéraire manifeste. Muray s'est également intéressé à l'art, faisant référence à divers œuvres littéraires dont les romans de Giono et les textes de Malraux dans son recueil d'essais Les mutins de Panurge ou encore à Diderot et à Sade dans ces romans On ferme et Postérité, à des peintures dont respectivement les descriptions et des clins d'œil fait à des toiles de Rubens s'accumulent dans son essai La Gloire de Rubens et dans son recueil de nouvelles intitulé Roues Carrés. Muray s'est également intéressé à la musique tel que le chant plat et à divers films tels que le Napoléon d'Abel Gance dans ses collections d'essais, Après l'histoire ou encore au film britannique Le village des damnées dans Festivus festivus. Phillippe Muray était également friand de culture latine, dont les références abondent dans ses romans, tels que Postérité et On ferme. Bien loin d'être un constat anodin, ces références témoignent de l'immense culture de Philippe Muray qui sut être capable de déployer son analyse à travers les siècles...

### Chroniques et essais sur l'« époque qui commence »
À l'image de Balzac, Philippe Muray veut défendre une idée — la thèse de la festivisation du monde contemporain — qui constituerait la colonne vertébrale de son œuvre romanesque. Il se veut le chroniqueur et le contempteur du désastre contemporain, où l'entrée dans l'ère festive conduirait à une indifférenciation généralisée — y compris des sexes —, jusqu’au point où « le risible a fusionné avec le sérieux ». Pour stigmatiser, par le rire, la dérision et l'outrance de la caricature, les travers de notre temps, Muray invente dans Après l'Histoire, et reprend dans la revue Immédiatement, une figure emblématique, aussi fanfaronne que militante : l’Homo festivus, qui se transformera plus tard en Festivus Festivus, le citoyen moyen de la post-histoire, « fils naturel de Guy Debord et du Web ».
Pour défendre cette hypothèse de l'entrée dans l'ère festive, Philippe Muray invente de nombreux concepts, pour la plupart comiques. Ainsi, il théorise le concept de l'« envie du pénal » (qu'il crée en référence au concept psychanalytique d'« envie du pénis » de Sigmund Freud) afin de désigner la volonté moderne et farouche de créer des lois pour « combler le vide juridique », c'est-à-dire, selon lui, pour supprimer toute forme de liberté et de responsabilité.
De sa plume sont également nés des concepts tels que celui de comique de « doléance », qui repose sur la réitération de demandes contradictoires par les associations de lutte pour les minorités, mais aussi de « glucocrate », figure du Tartuffe moderne, lequel va, au travers d'une candeur relationnelle et d'une valorisation excessive d'un bien perçu, exercer une forme de violence psychologique et une domination sociale. Dans Festivus Festivus et dans les Mutins de Panurge, Muray donne naissance aux concepts de « mutin de Panurge » et de « mutants de Panurge » qui désignent tout individu qui applique la rébellion et la contestation comme une nouvelle norme mais aussi comme instrument de pouvoir. Dans ces entretiens, Philippe Muray inventera aussi les concepts de « statopathe » et d'« occidentalopathe », désignant quant à eux tous les individus (indépendamment du fait qu'ils soient d’extrême droite, djihadistes, de droite ou de gauche) qui ne trouvent qu'une réaction armée (sans pour autant donner une réponse) au pouvoir de l'État (en ce qui concerne le statopathe) ou de l'Occident (pour l’occidentopathe).

### Critique littéraire
Si certains des écrits de Philippe Muray (notamment ceux concernant le « festivisme » et le besoin des modernes de fuir le quotidien) ont pu être rapprochés de ceux de Guy Debord, le romancier a souligné que cette hypothèse (et constat) du festivisme de la société est distincte de l'hypothèse de la Société du spectacle de Guy Debord. Muray pense en effet que la pensée de Guy Debord n'est plus apte à déchiffrer les phénomènes contemporains : « Il est temps d’entamer la critique méthodique de ce penseur [Debord], et de dire pour commencer que, contrairement à ce qui se radote depuis si longtemps, l’époque n’a pas connu d’ami plus fidèle que le théoricien du spectaculaire intégré. On peut même avancer que l’ère hyperfestive, laquelle n’a plus rien à voir avec la société du spectacle, avait besoin de cet idéologue pour avancer masquée. » Philippe Muray dira son enthousiasme à propos de la pensée de Jean Baudrillard dans un entretien issu de Exorcismes spirituels IV (Les Belles Lettres) et intitulé Le mystère de la désincarnation.
Philippe Muray soulignait l'importance de la critique littéraire, devenue selon lui un outil de plus dans l'arsenal du romancier et non plus comme depuis 'toujours' une ennemie. À l'instar de Victor Klemperer ou de Joseph de Maistre, Muray a également été très attentif à l’évolution de la langue : il fait remarquer à plusieurs reprises dans ses écrits, la présence sans précédent d'une confusion entre le dire et l’écrire en français — « un auteur dit que » à la place d'« un auteur écrit que » — comme un symptôme d'indifférenciation généralisé et de l’absence de plus en plus prononcée de secrets : « Écrire ce n'est pas dire. » Il s'est également intéressé à la substitution progressive dans la langue moderne du « je » par le « combien », par le « on »,,,. Cette substitution est pour Muray d'autant plus intéressante qu'elle s'accompagne de la disparition progressive du sujet dans la phrase, avec des omissions du pronom « je » et d’un appauvrissement du vocabulaire de la langue française.
Dans ses « exorcismes spirituels », L'Empire du Bien, On ferme et Festivus Festivus, Muray fait référence à de nombreux auteurs antiques, tels que Appius Claudius Caecus, Saint Augustin, Procope, mais évoque aussi des auteurs plus récents tels que Sade, Swift, Zola, Bloy, Carroll, O'Connor et Balzac. Muray commente aussi nombre des écrits modernes de Christine Angot, Catherine Millet, Philippe Sollers, Éric Naulleau, Baudouin de Bodinat, etc. Muray se sert des écrits et œuvres qu'il commente comme illustrations éclairant des phénomènes modernes — tel que c'est le cas pour Carroll et Swift — ou pour souligner le rôle que jouent des auteurs modernes dans la compréhension des phénomènes sans précédent de notre époque.

### Journal intime
Philippe Muray commence la rédaction d'un journal intime en 1978, et le tient pendant vingt-six ans. Sous le titre Ultima necat (issu du dicton latin inscrit sur les horloges Vulnerant omnes ultima necat, « Elles (sous entendu: les heures) blessent toutes, la dernière tue »), il y écrit tout ce qu'il est impossible de dire et de publier à l'époque du politiquement correct:
« Qu’est-ce que tenir son Journal ? Multiplier les pensées clandestines, les actes négatifs, traverser la vie en fraude, tromper tout le monde. La société est devenue une mégère si répugnante, une poufiasse si épouvantable qu’on ne peut qu’avoir envie de la cocufier, tout le temps, dans toutes les occasions. »
Le journal prend une place de plus en plus grande dans sa vie et son activité d'écriture, jusqu'à remplacer l'œuvre de romancier qui était son ambition initiale : c'est pourquoi il prend la décision de l'interrompre le 31 décembre 2004 :
« Ici se termine non seulement l’année mais aussi, et pour des raisons que je n’ai pas le temps de déployer, la rédaction de mon Journal. Disons que, d’une part, il commençait à m’ennuyer, comme ma vie, comme la vie en général, et que, d’autre part, il était devenu ce qui m’occupait suffisamment pour que je n’aie pas le temps d’écrire autre chose… » 
Le journal est publié de façon posthume par sa femme Anne Sefrioui à partir de 2015. Certains s'y découvrent portraiturés avec beaucoup de verve, mais aussi critiqués et moqués, comme Jacques Henric, Catherine Millet et Philippe Sollers., ou encore Michel Houellebecq qu'il invite à dîner en mars 1996 après avoir lu avec admiration Extension du domaine de la lutte, et qu'il décrit comme « une sorte de Bourvil adolescent, avec un visage de paysan normand analphabète de l’époque Maupassant ».
Philippe Muray a tenu son journal jusqu’au 31 décembre 2004, mais Anne Séfrioui a décidé d’en interrompre la publication à l’année 1997. L'ensemble fait aujourd'hui 6 volumes.

### Postérité
- La revue littéraire L'Atelier du roman, à laquelle Philippe Muray a collaboré, lui consacre un numéro spécial en 2007.
- En septembre 2010, le magazine Causeur publie également un numéro intitulé Muray revient. Et il n'est pas content, avec des textes d'Élisabeth Lévy, Pierre de Beauvillé et Alain Finkielkraut[52]. En 2013, ce même périodique publie des « Chroniques post-mortem » issues du Journal de l'auteur[53].
- En avril, août, septembre et décembre 2010, Fabrice Luchini lit des textes de Philippe Muray au Théâtre de l'Atelier.
- En 2010, les éditions Les Belles Lettres publient une anthologie, Essais, « où sont réunis sept ouvrages que Muray a publiés pendant les quinze dernières années de sa vie, sa période la plus féconde et la plus épanouie[54] ». « Discrètement annotée par Vincent Morch, cette édition monumentale […] contient près de 400 textes [dont aucun n’a] perdu son pouvoir d'élucidation[54]. »
- En 2015, le vingtième numéro du magazine Causeur dédie un dossier de plus de vingt pages au Journal de Philippe Muray, avec une interview de sa veuve et des extraits dudit Journal.
- En 2022, un ouvrage lui rendant hommage intitulé Osez l'antifestivisme ! est publié par Louis Giraud, aux Editions Maïa.

## Publications

### Ouvrages publiés sous son propre nom
- Une arrière-saison, Flammarion, 1968 (texte de jeunesse que Philippe Muray ne reprenait pas dans sa bibliographie)
- Au cœur des hachloums, Gallimard, 1973
- Chant pluriel, Gallimard, 1973
- Jubila, Seuil, 1976
- L'Opium des lettres, Christian Bourgois, 1979
- Céline, Seuil, coll. « Tel Quel », 1981 (rééditions : Denoël, 1984 ; Gallimard, coll. « Tel », 2001)
- Le XIXe siècle à travers les âges, Denoël, 1984 (réédition : Gallimard, coll. « Tel », 1999  (ISBN 978-2-07-0756711) ; rééd. Les Belles Lettres, 654 p., 2024  (ISBN 978-2251455198))
- Postérité, Grasset, 1988
- L'Empire du Bien, Les Belles Lettres, 1991 (réédition Les Belles Lettres, 1998, 2002, 2006, 2010)
- La Gloire de Rubens, Grasset, 1991
- On ferme, Les Belles Lettres, 1997
- Exorcismes spirituels (chroniques et entretiens parus dans divers médias)
  - tome 1 : Rejet de greffe, Les Belles Lettres, 1997 (rééditions : 2002, 2006 et 2010)
Articles sur la littérature ; sur « l'époque qui commence »
  - tome 2 : Les Mutins de Panurge, Les Belles Lettres, 1998 (rééditions : 2006 et 2010)
Articles sur la littérature et l'art ; chroniques de télévision (L'Idiot international, mai 1991 à janvier 1994)
  - tome 3 : Exorcismes spirituels III[55], Les Belles Lettres, 2002 (rééditions : 2003 et 2010)
  - tome 4 : Moderne contre moderne, Les Belles Lettres, 2005 (réédition 2010)
- Après l'Histoire (chroniques mensuelles parues dans La Revue des Deux Mondes de janvier 1998 à janvier 2000)
  - tome 1, Les Belles Lettres, 1999 (rééditions : 2002 et 2010)
  - tome 2, Les Belles Lettres, 2000 (rééditions : 2002 et 2010)
- Désaccord parfait, Gallimard, 2000
- Chers djihadistes…, Fayard - Mille et une Nuits, 2002
- Minimum respect, Les Belles Lettres, 2003 (poèmes)
  - Disque Minimum Respect, Festivus, 2006 (poèmes mis en musique)
- Roues carrées, Fayard, 2006
- Le Portatif, 1001 Nuits, 2006
- Le Sourire à visage humain, Manitoba/Les Belles Lettres, 2007
- Ultima Necat I. Journal intime 1978-1985, postface d'Anne Sefrioui-Muray, Les Belles Lettres, 2015
- Ultima Necat II. Journal intime 1986-1988, Les Belles Lettres, 2017
- Ultima Necat III. Journal intime 1989-1991, Les Belles Lettres, 2019
- Ultima Necat IV. Journal intime 1992-1993, Les Belles Lettres, 2021
- Ultima Necat V. Journal intime 1994-1995, Les Belles Lettres, 2024
- Ultima Necat VI. Journal intime 1996-1997, Les Belles Lettres, 2024

### Entretiens
- « Là où le débat blesse », entretien avec Élisabeth Lévy, Le Figaro, 2000 et Exorcismes spirituels III (Essais, p. 1315-1330)
- « Il n'y a plus d'autre crime que de ne pas être absolument moderne », entretien avec Élisabeth Lévy, Immédiatement no 15, 2000 et Exorcismes spirituels III (Essais, p. 1246-1260)
- « La critique du ciel », entretien avec Pierre-André Stauffer et Michel Zendali, L'Hebdo (Lausanne), 2001 et Exorcismes spirituels III (Essais, p. 1330-1340)
- « Bilan de santé », entretien avec Élian Cuvillier, Réforme, 2001 et Exorcismes spirituels III (Essais, p. 1340-1346)
- « Questionnaire », entretien avec la rédaction, Double, 2001 et Exorcismes spirituels III (Essais, p. 1346-1349)
- « Dans la nuit du nouveau monde-monstre », entretien avec Olivier Rohe, Chronic'art, 2002 et Exorcismes spirituels III (Essais, p. 1217-1246)
- « Toute la vérité sur Internet », entretien avec Élisabeth Lévy, Cahiers de l'IREPP, 2002 et Exorcismes spirituels III (Essais, p. 1373-1378)
- « On rentre », entretien avec Étienne de Montety, Le Figaro Magazine, septembre 2002 et Exorcismes spirituels IV (Essais, p. 1462-1468) [sur la rentrée littéraire 2002 et la littérature française]
- « Une ironie sanglante et sensible », entretien avec Claude Aubert, Valeurs actuelles, décembre 2002, et Exorcismes spirituels IV (Essais, p. 1634-1643)
- « Ce n'est qu'un début, continuons leur débâcle », entretien avec Vianney Delourme, parutions.com, 31 décembre 2002, et Exorcismes spirituels IV (Essais, p. 1643-1651)
- « Pour qui sonne le Bush ? », entretien avec Peter Covel, Le Cordelier, mars 2003, et Exorcismes spirituels IV (Essais, p. 1651-1659) [Philippe Muray y donne, entre autres, son point de vue sur l'intervention américaine en Irak.]
- « Les métamorphoses », entretien avec Paul-Marie Couteaux, L'Indépendance, mai 2003, et Exorcismes spirituels IV (Essais, p. 1659-1665)
- « La transgression mise à la portée des caniches », entretien avec Frédéric Guillaud, Conflits actuels, novembre 2003, et Exorcismes spirituels IV (Essais, p. 1665-1675)
- « C'est le sans-précédent qu'il faut écrire », entretien avec Frédéric Saenen et Frédéric Dufoing, Jibrile no 3, janvier 2004, et Exorcismes spirituels IV (Essais, p. 1675-1691)
- « Le mystère de la désincarnation (Jean Baudrillard) », entretien avec François L'Yvonnet (août 2004), Cahier de l'Herne Baudrillard, 2005 et Exorcismes spirituels IV (Essais, p. 1504-1516)
- « Festif à Montréal », entretien avec Stéphane Baillargeon, Le Devoir, juin 2005, et Exorcismes spirituels IV (Essais, p. 1693-1695)
- Festivus, festivus. Conversations avec Élisabeth Lévy, Fayard, 2005  (ISBN 2-08-121702-3 et 978-2-08-121702-7)

### Anthologie
- Essais, Les Belles Lettres, 2010, 1 812 pages  (ISBN 2-251-44393-2 et 978-2-251-44393-5) . L'ouvrage regroupe :
  - L'Empire du bien
  - Après l'histoire I et II
  - Exorcismes spirituels I à IV

### Mise en musique
- Minimum Respect (2006) par Philippe Muray lui-même
- Sans moi, sur des textes de Philippe Muray (2013) par Bertrand Louis

#### Ouvrages
- Alexandre de Vitry, L'Invention de Philippe Muray, Carnets Nord, 2011
- Maxence Caron, Philippe Muray, la femme et Dieu, Artège, 2011
- Maxence Caron et Jacques de Guillebon (dir.), Philippe Muray (collectif), Éditions du Cerf, coll. « Cahiers d'histoire de la philosophie », 2011

#### Articles
- Après la fête, numéro spécial de L'Atelier du roman, no 49, mars 2007  (ISBN 978-2-08-120321-1)
- Muray revient. Et il n'est pas content, numéro spécial de Causeur, septembre 2010
- Thierry Santurenne, « Beaucoup de bruit pour rire : Philippe Muray et la musique techno », Littératures, Toulouse, Presses universitaires du Mirail, no 66 « La mélophobie littéraire »,‎ 2012
- Yannick Rolandeau, « Épuration éthique », L'Atelier du roman, Paris, Flammarion, no 49,‎ 2007 (lire en ligne)
- Mélanie Lamarre, « Philippe Muray et les métamorphoses du loisir », Études françaises, vol. 58, no 3,‎ 2022, p. 81-96 (lire en ligne)
- Marc Alpozzo, « L'Empire du Bien. Inventaire d'une fin du monde », Galaxie Houellebecq (et autres étoiles, Nice-Paris, Éd. Ovadia, 2024, p. 95-100.

#### Nécrologies
- Philippe Lançon, « Philippe Muray : la mort d'un réactif », Libération,‎ 4 mars 2006 (lire en ligne)
- Patrick Kéchichian, « Philippe Muray, écrivain et polémiste », Le Monde,‎ 6 mars 2006, p. 29 (lire en ligne)